# Circello Tommaso di Somma
Circello Tommaso, 9. markiz di Somma (1737-1826) był włoskim osiemnastowiecznym dyplomatą w służbie Królestwo Neapolu i Sycylii.
W latach 1786–1793 był ambasadorem w Paryżu.
W grudniu 1791 roku król szwedzki Gustaw III proponował by wszystkie państwa koalicji antyfrancuskiej i antyrewolucyjnej wycofały swoich przedstawicieli z Paryża. Di Stomma pozostał jednak w nim, aż do momentu gdy jakobini rozpętali terror.
W latach 1805–1815 był pierwszym ministrem i MSZ Królestwa Neapolu.
Od 1819 Kawaler Złotego Runa.